# Cotes (Inghilterra)
Cotes è un piccolo paese vicino alla cittadina di Loughborough nel Leicestershire, in Inghilterra. La popolazione ammonta a circa 50 abitanti.
Si trova presso il fiume Soar, ed il ponte di Cotes è il principale punto di attraversamento della zona; la statale A60 passa sopra questo ponte, uscendo da Loughborough e procedendo verso Nottingham. La B676, l'unica altra strada di rilievo nelle vicinanze, inizia dalla A60 poco dopo il ponte, ad est, e conduce verso il borgo di Burton on the Wolds.
L'insediamento medievale di Cotes fu abbandonato, forse a causa della peste, ma la sala cittadina rimase in uso più a lungo.
Durante la guerra civile inglese (1642-1651) ci fu una battaglia secondaria al ponte di Cotes.